# Ilfjellet

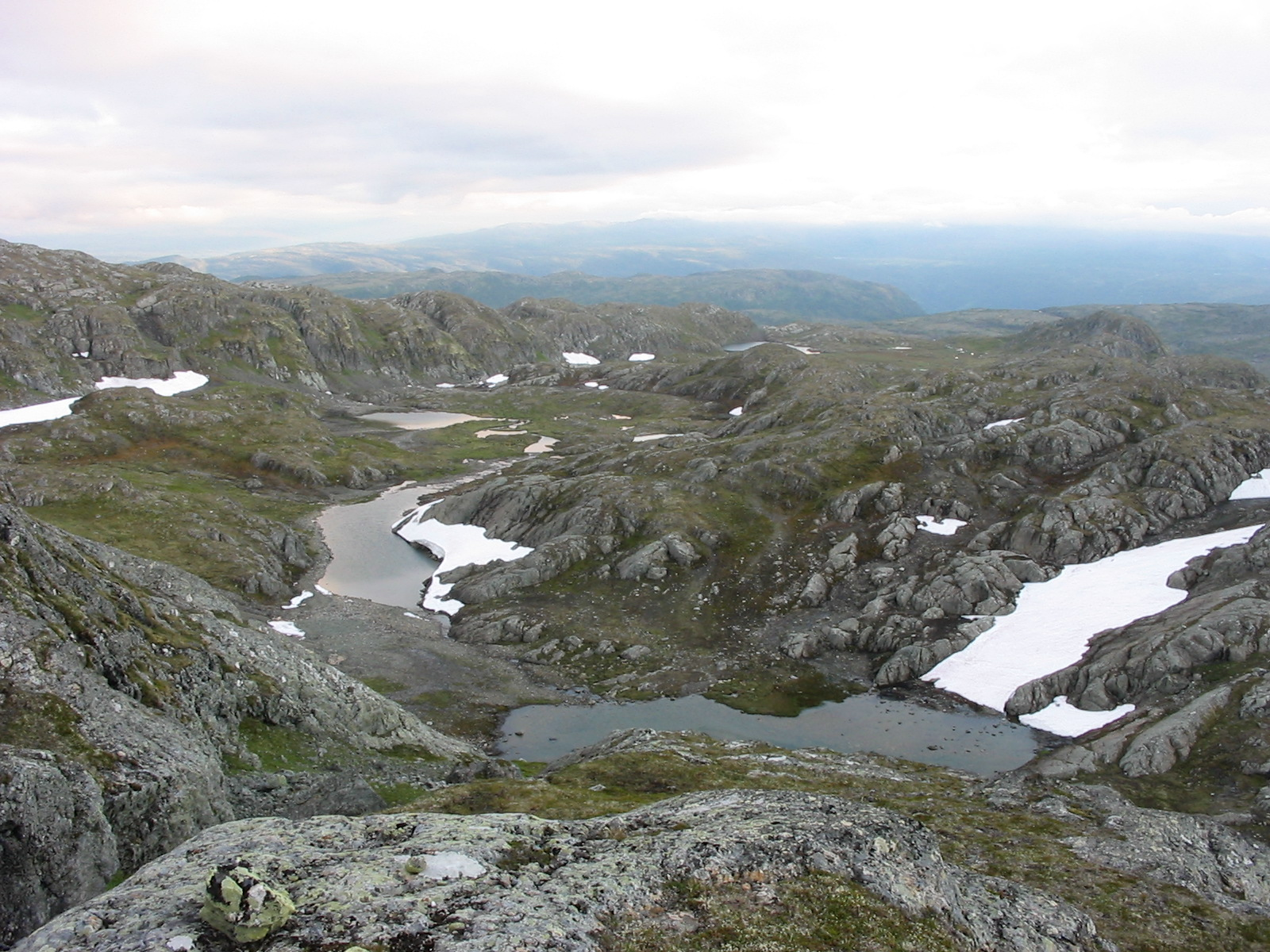
Ilfjell, Norwegen, Blick vom Gipfel

Der Ilfjellet ist ein 1218 moh. hoher Berg in Norwegen. Er liegt in der Provinz Trøndelag und gehört zur Gemeinde Rennebu. Er befindet sich im nordöstlichen Teil des Gemeindegebietes, etwa 13,2 km nördlich der Ortschaft Berkåk und 11,1 km südöstlich von Å in der Gemeinde Meldal. Die Schartenhöhe des Berges beträgt 788 bis 790 m, die Dominanz gegenüber dem nächsthöheren Berg, dem Digerhøa (1254 moh.), beträgt etwa 21,3 km.